# Daishi Katō
Daishi Katō (japanisch 加藤 大志 Katō Daishi; * 26. Juli 1983 in der Präfektur Saitama) ist ein ehemaliger japanischer Fußballspieler.

## Karriere
Katō erlernte das Fußballspielen in der Schulmannschaft der Toko Gakuen High School. Seinen ersten Vertrag unterschrieb er 2002 bei den Shonan Bellmare. Der Verein spielte in der zweithöchsten Liga des Landes, der J2 League. Für den Verein absolvierte er 94 Ligaspiele. 2005 wechselte er zum Ligakonkurrenten Kyoto Purple Sanga (heute: Kyoto Sanga FC). 2005 wurde er mit dem Verein Meister der J2 League und stieg in die J1 League auf. Am Ende der Saison 2006 stieg der Verein in die J2 League ab. Am Ende der Saison 2007 stieg der Verein wieder in die J1 League auf. Für den Verein absolvierte er 72 Ligaspiele. 2009 wechselte er zum Zweitligisten Yokohama FC. Für den Verein absolvierte er 13 Ligaspiele. Ende 2009 beendete er seine Karriere als Fußballspieler.